# Amintià
Amintià o Amintianos (en llatí Amyntianus, en grec antic Ἀμυντιανός) fou un escriptor grec que va viure sota els últims emperadors Antonins.
Va escriure una biografia d'Alexandre el Gran dedicada a l'emperador Antoní Pius, de la quual Foci diu que era molt dolenta. També va escriure una biografia d'Olímpies, mare d'Alexandre, i algunes altres biografies. Uns escolis a Píndar fan referència a una obra d'Amintià sobre els elefants.